# Lomonosov (krater marsjański)
Lomonosov – średniej wielkości krater uderzeniowy na Marsie o średnicy około 150 km. Znajduje się na półkuli północnej, niedaleko marsjańskiego bieguna północnego. Posiada gładką powierzchnie i jest stosunkowo młodym kraterem. Został nazwany w 1973 roku na cześć Michaiła Łomonosowa, rosyjskiego uczonego i założyciela Uniwersytetu Moskiewskiego.